# Eriocaulon monococcon
Eriocaulon monococcon är en gräsväxtart som beskrevs av Takenoshin Nakai. Eriocaulon monococcon ingår i släktet Eriocaulon och familjen Eriocaulaceae. Inga underarter finns listade i Catalogue of Life.